# Kohei Hattanda
Kohei Hattanda (八反田 康平 Hattanda Kōhei?, nacido el 8 de enero de 1990 en Kagoshima, Kagoshima) es un futbolista japonés que se desempeña como centrocampista.

## Trayectoria

### Clubes
| Club            | País  | Año         |
| --------------- | ----- | ----------- |
| Shimizu S-Pulse | Japón | 2012 - 2016 |
| Vegalta Sendai  | Japón | 2014        |
| Oita Trinita    | Japón | 2016        |
| Nagoya Grampus  | Japón | 2017 -      |

## Estadística de carrera

### J. League
| Club            | Año   | J. League | J. League | Copa J. League | Copa J. League | Total | Total |
| Club            | Año   | Part.     | Goles     | Part.          | Goles          | Part. | Goles |
| --------------- | ----- | --------- | --------- | -------------- | -------------- | ----- | ----- |
| Shimizu S-Pulse | 2012  | 9         | 0         | 4              | 0              | 13    | 0     |
| Shimizu S-Pulse | 2013  | 6         | 1         | 4              | 1              | 10    | 2     |
| Shimizu S-Pulse | 2014  | 0         | 0         | 0              | 0              | 0     | 0     |
| Vegalta Sendai  | 2014  | 3         | 0         | 4              | 0              | 7     | 0     |
| Shimizu S-Pulse | 2015  | 15        | 0         | 0              | 0              | 15    | 0     |
| Shimizu S-Pulse | 2016  | 1         | 0         | -              | -              | 1     | 0     |
| Oita Trinita    | 2016  | 14        | 1         | -              | -              | 14    | 1     |
| Nagoya Grampus  | 2017  | 16        | 0         | -              | -              | 16    | 0     |
| Total           | Total | 64        | 2         | 12             | 1              | 76    | 3     |